# Gaißa
Die Gaißa ist ein linker Nebenfluss der Donau in Niederbayern.

## Geografie

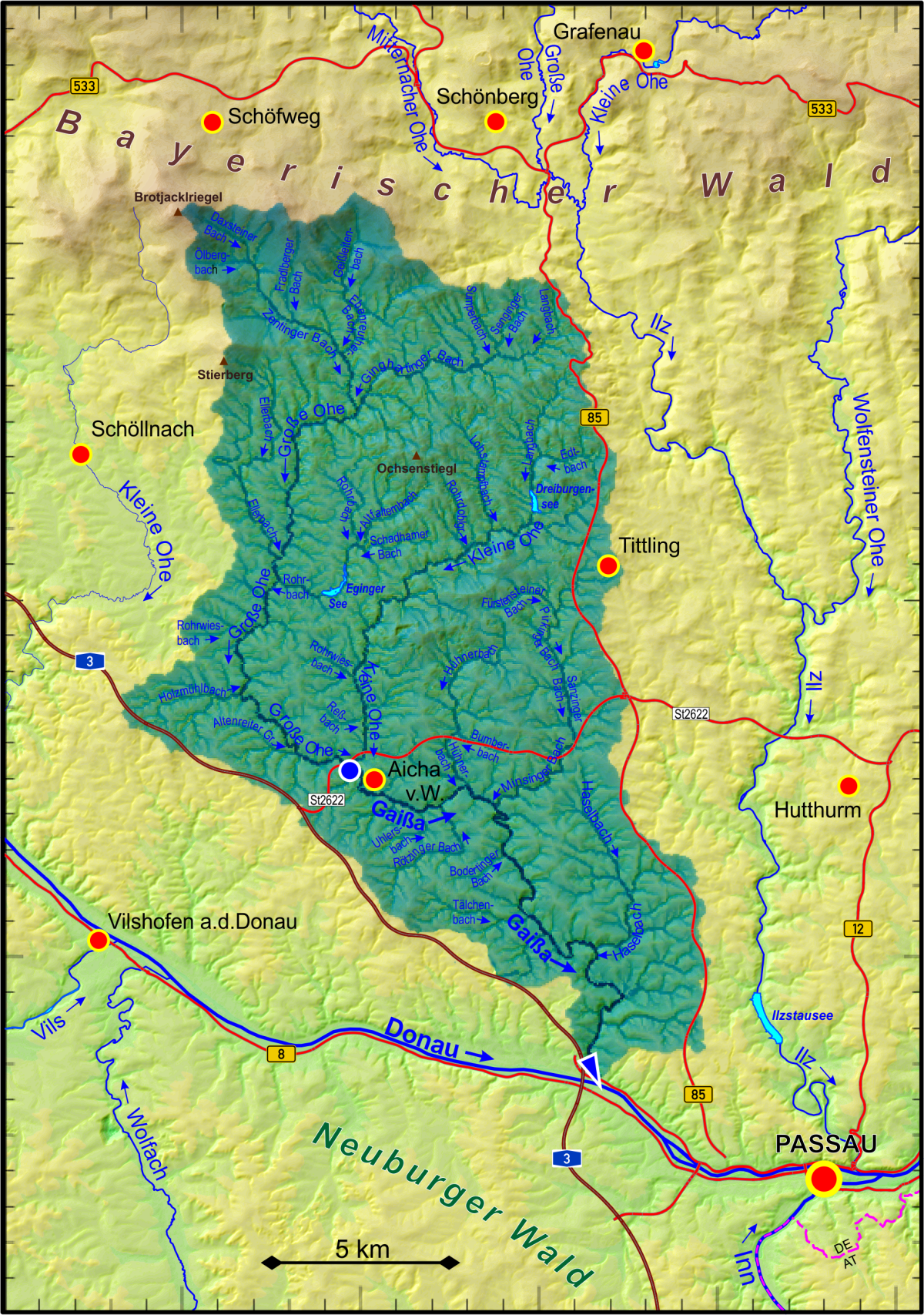
Einzugsgebiet der Gaißa

### Verlauf
Ihre beiden Quellflüsse heißen, genau wie jene der nicht weit entfernten Ilz, Große Ohe (GEWKZ:176; rechter Oberlauf) und Kleine Ohe (GEWKZ:1764; linker Oberlauf) und sollten nicht mit jenen Namensschwestern verwechselt werden. Diese vereinigen sich bei Aicha vorm Wald zur Gaißa, die von dort an gewunden in insgesamt südöstlicher Richtung zur Donau fließt. Sie mündet östlich von Passau-Schalding und damit wenige Kilometer nordwestlich der zentralen Stadt Passau. Ab dem Zusammenfluss ist die Gaißa fast 20 km lang, auf dem Hauptstrang ab der Quelle des höchsten Oberlaufes der Großen Ohe sogar 46 km. Sie entwässert ein Einzugsgebiet von rund 222 km². 
Durch die nahe gelegene Autobahn wurde zeitweise der Unterlauf des Gewässers erheblich verschmutzt, mittlerweile hat sich die Gewässergüteklasse bei II eingependelt.

### Zuflüsse
Vom Zusammenfluss bis zur Mündung. Auswahl.
- Große Ohe, rechter Oberlauf
- Kleine Ohe, linker Oberlauf
- Gotthollinger Bach, von rechts
- Uhlersbach
- Rötzinger Bach, von rechts
- Hühnerbach, von links
- Minsinger Bach, von links (zuvor mehrere Abschnittsnamen)
- Bodertinger Bach, von rechts
- Tälchenbach, von rechts
- Haselbach, von links